# Weißenhorn
Weißenhorn är en stad i Landkreis Neu-Ulm i Regierungsbezirk Schwaben i förbundslandet Bayern i Tyskland.